# Södra Lomtjärnen, Värmland
Södra Lomtjärnen är en sjö i Torsby kommun i Värmland och ingår i Göta älvs huvudavrinningsområde.